# مسجد وکیل
مسجد وکیل یا مسجد سلطانی، مسجدی تاریخی مربوط به دوره زندیان در شیراز است که به دستور کریم‌خان زند ساخته شد. این مسجد در غرب بازار وکیل و در انتهای راستهٔ شمشیرگرها واقع شده‌است طرح این مسجد دو ایوانی بوده و دارای دو شبستان جنوبی و شرقی است.
شبستان جنوبی رهای بلندی که حائل بین فضای مسجد و گذر مجاور بازار وکیل جنوبی است، در برخی بخش‌ها بر اثر نم، تغییر رنگ داده و به شکل آشکاری در بعضی قسمت‌ها هم شکم داده است.

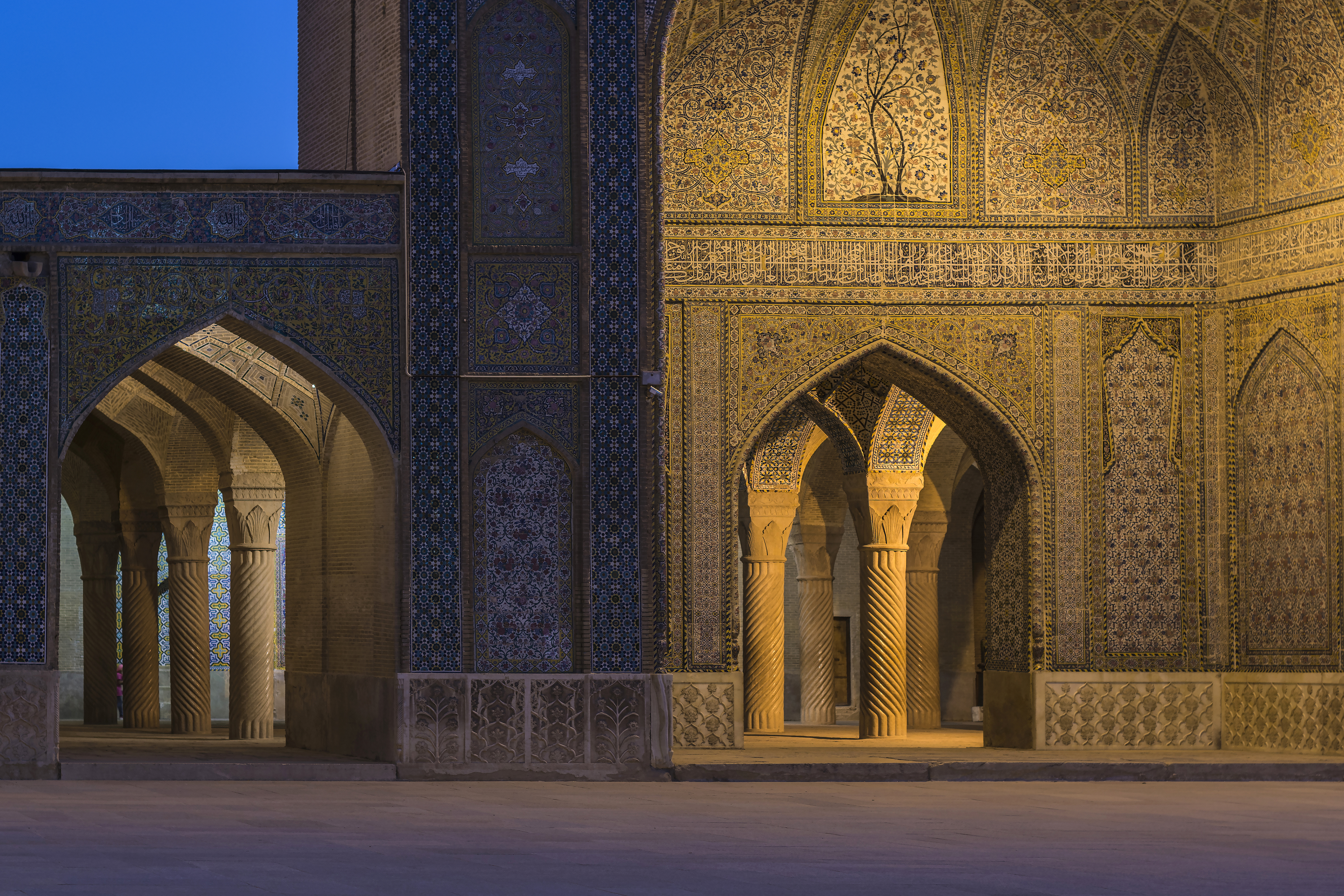
نمایی از یکی از ایوان های مسجد وکیل، منتهی به شبستان.

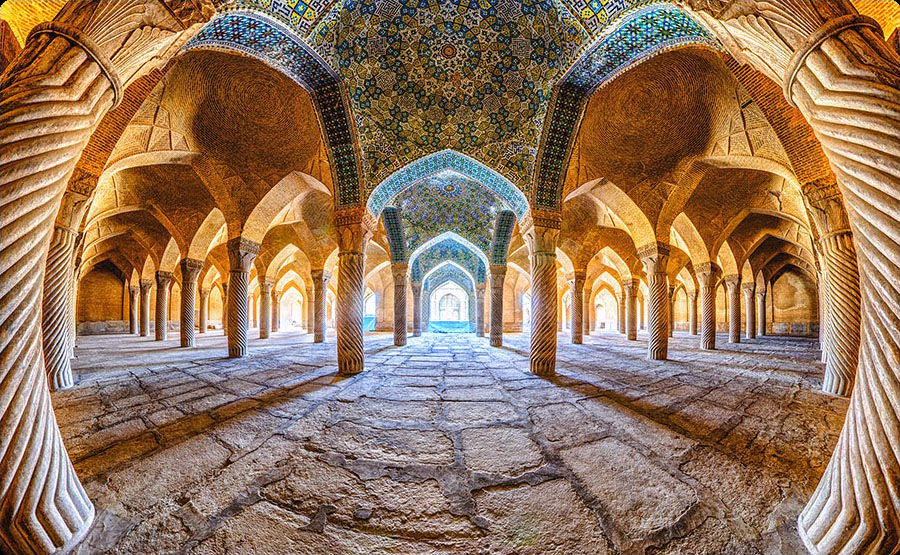
ستون‌های مسجد وکیل

## نگارخانه

سراسرنمای مسجد وکیل
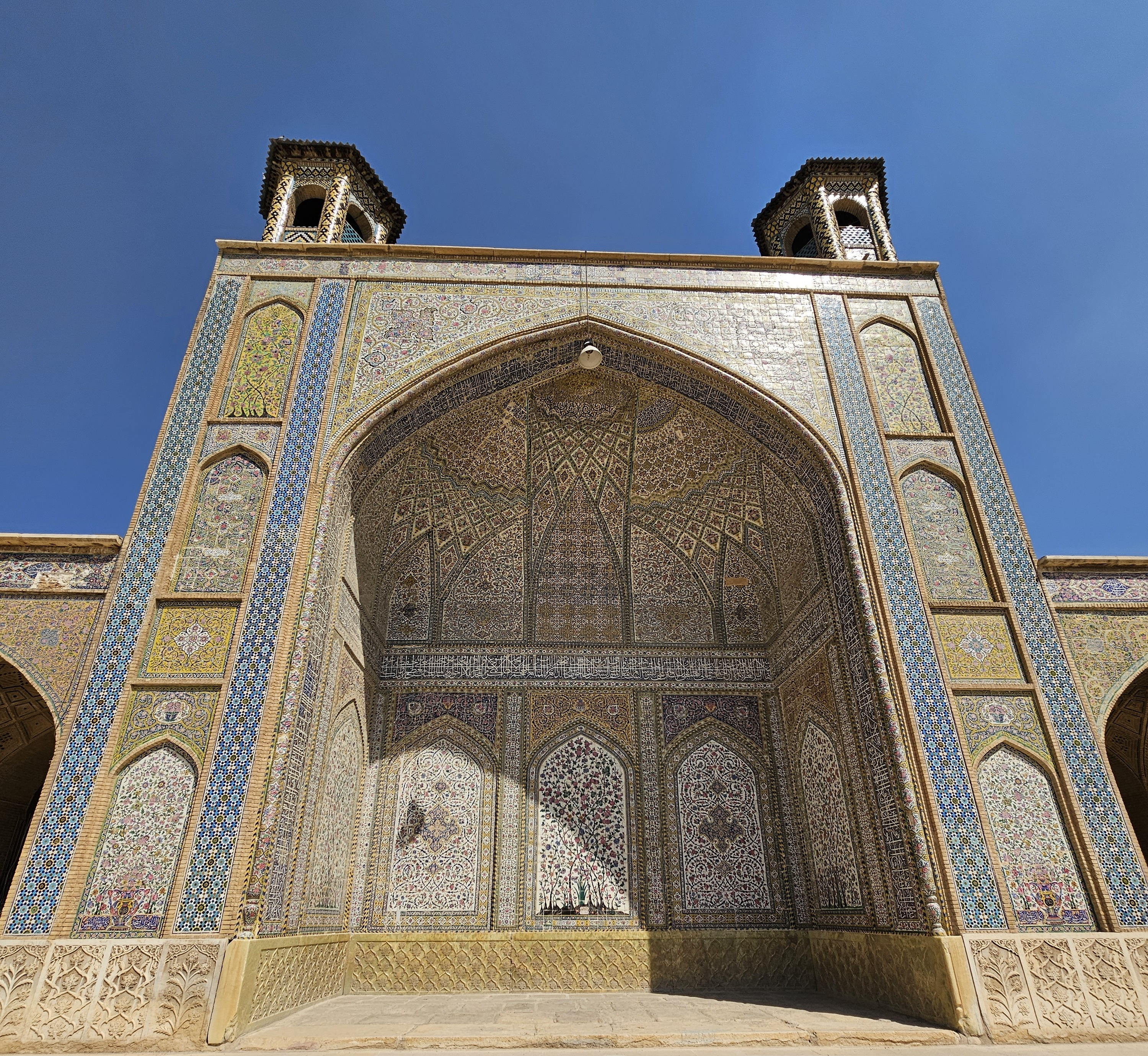
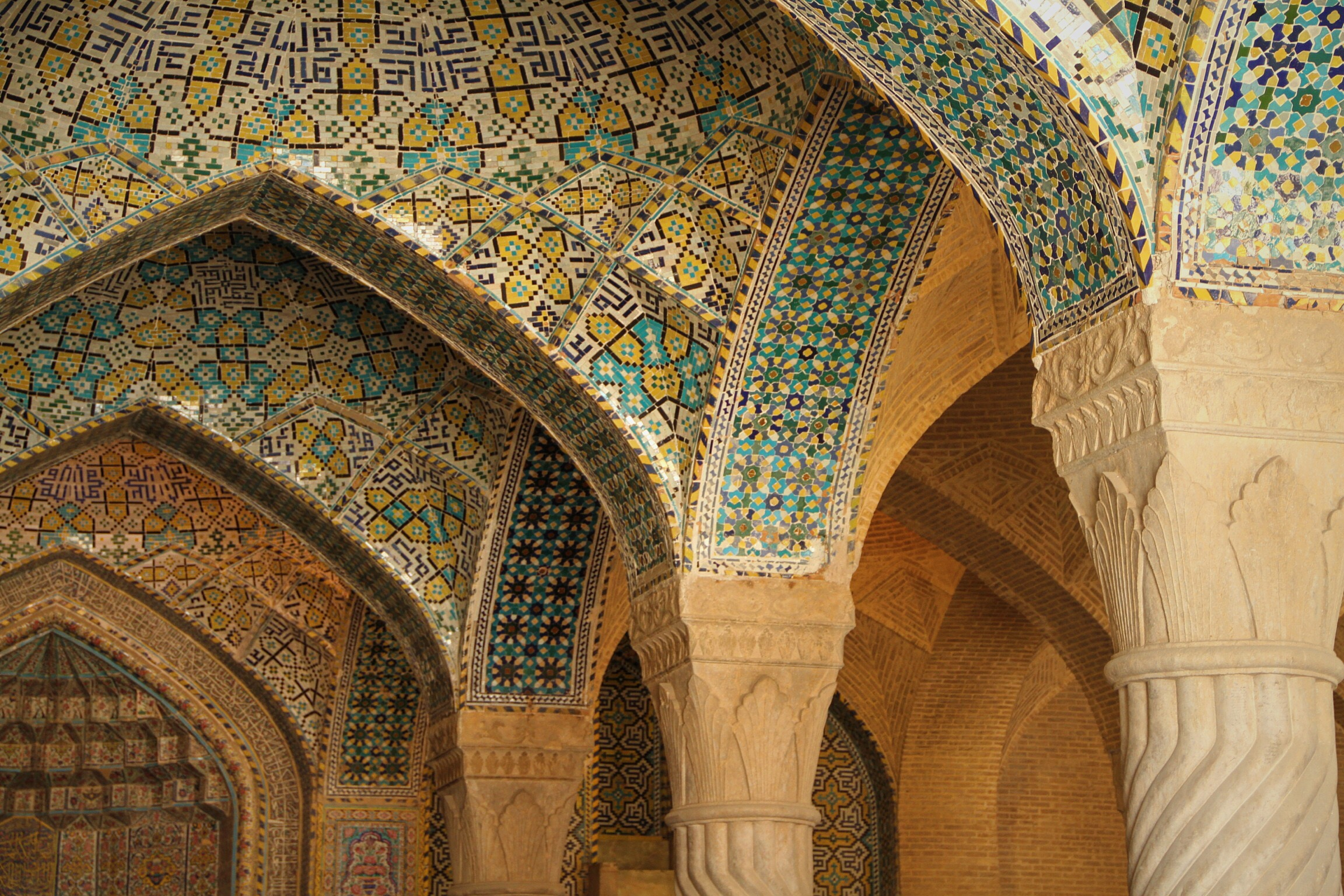
شبستان شمالی مسجد وکیل
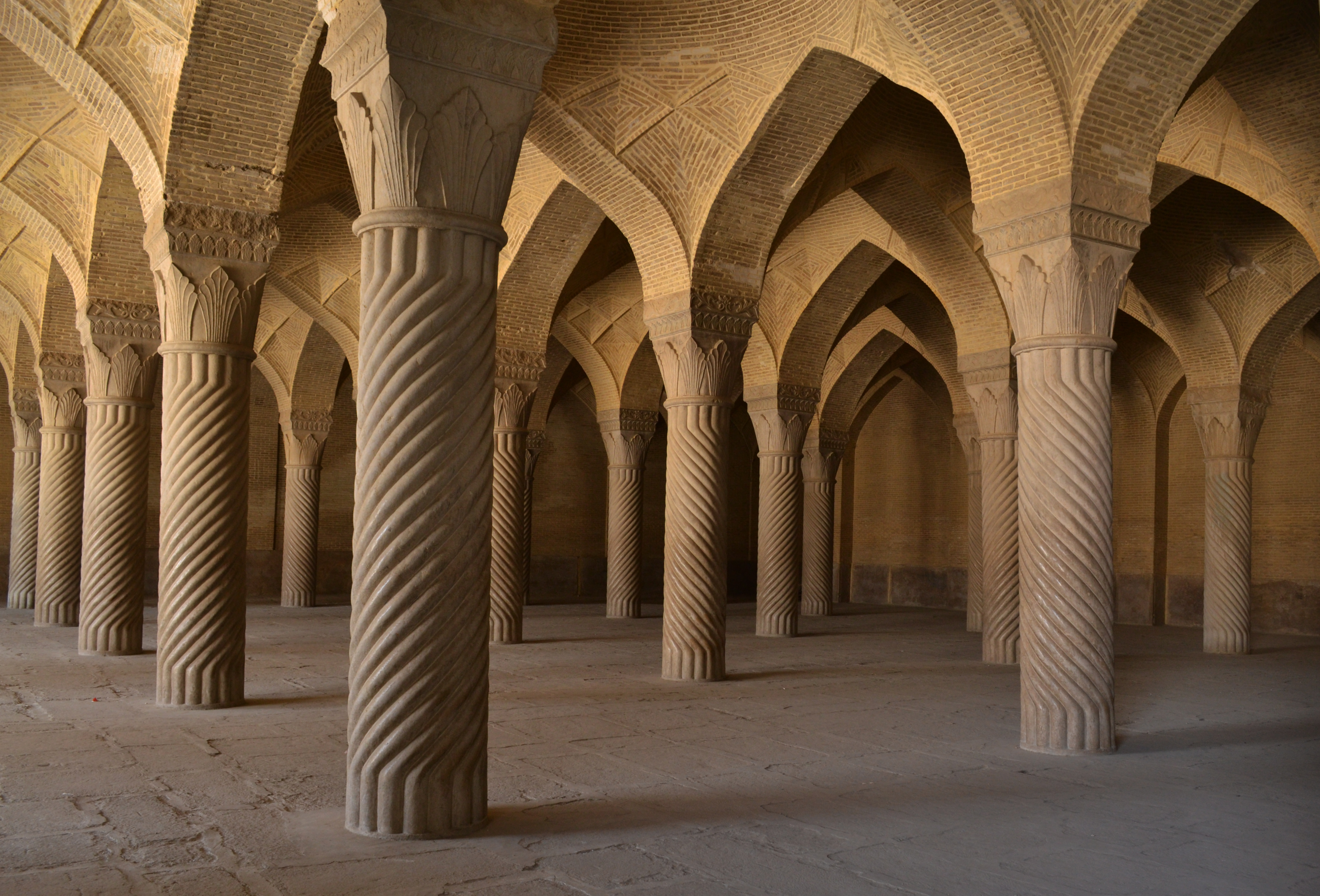
ستون‌های مسجد وکیل
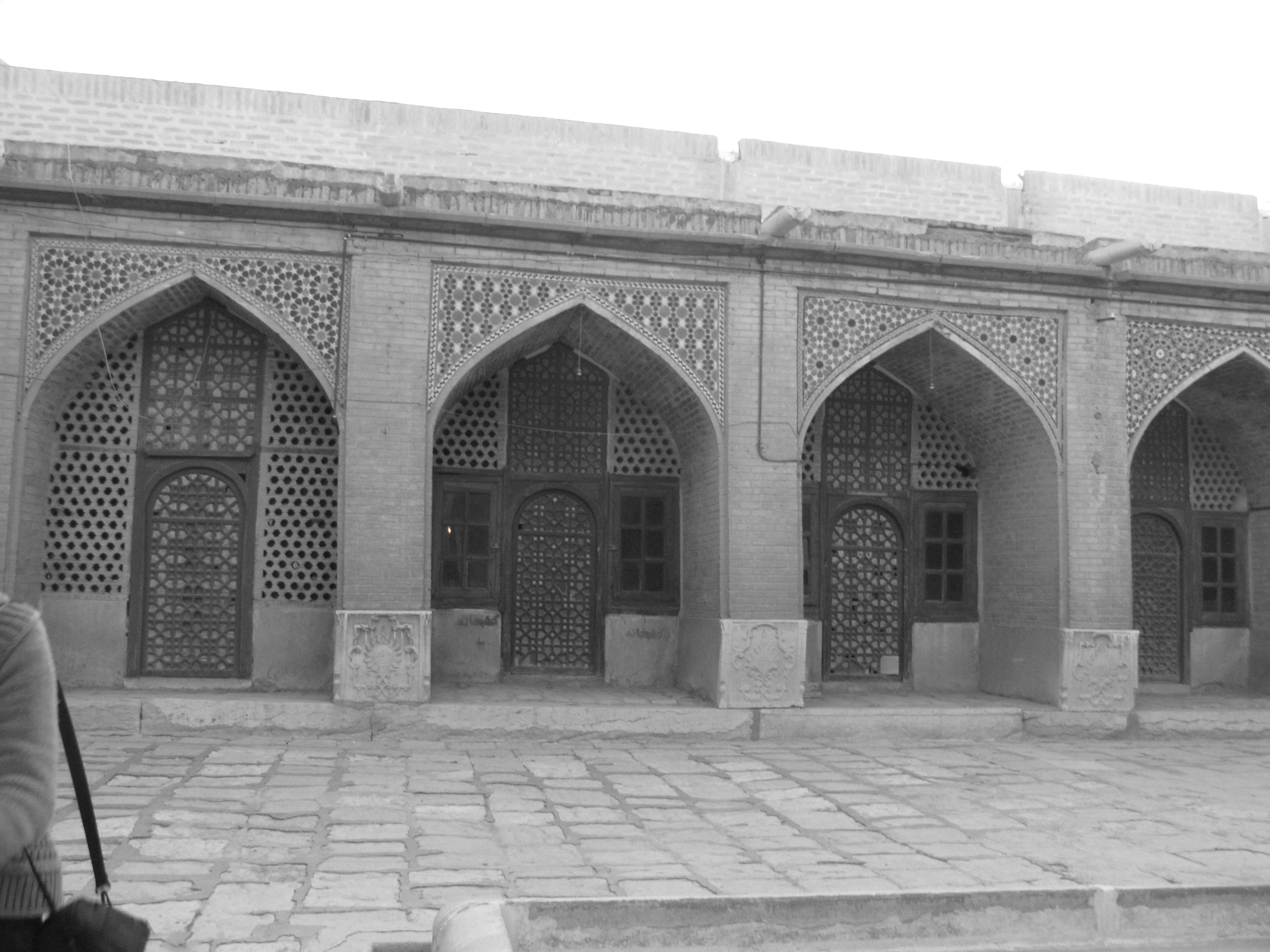
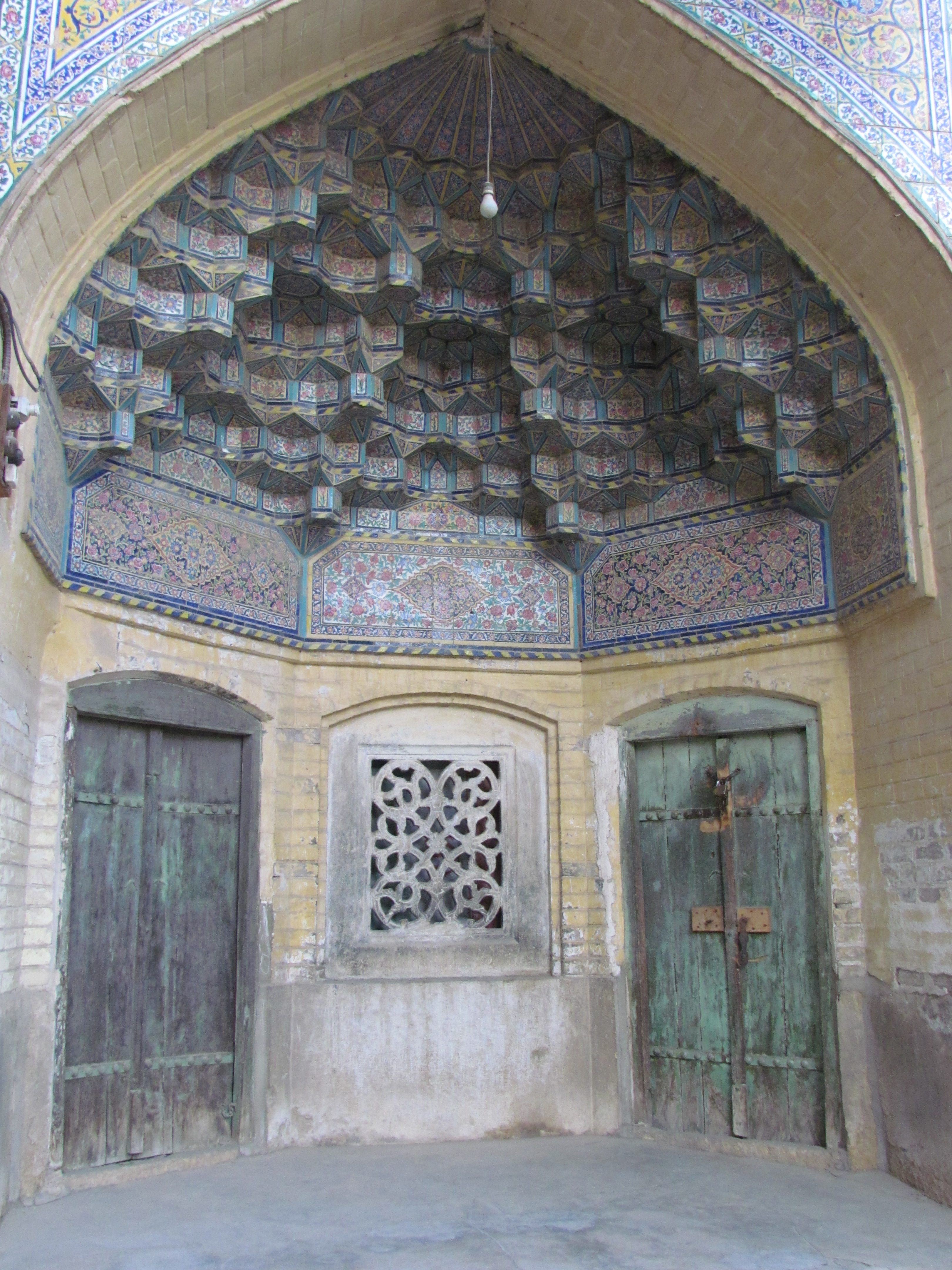
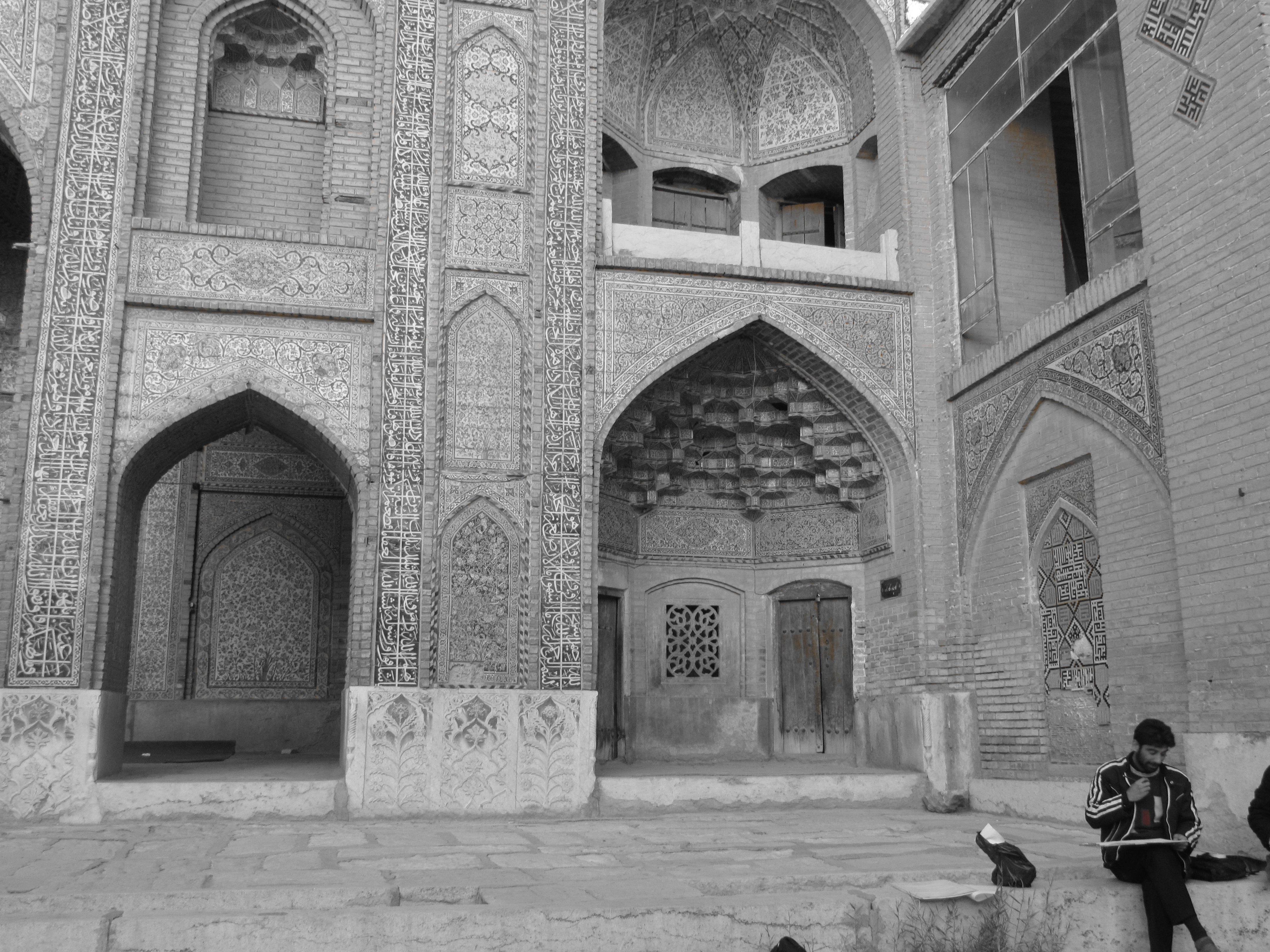
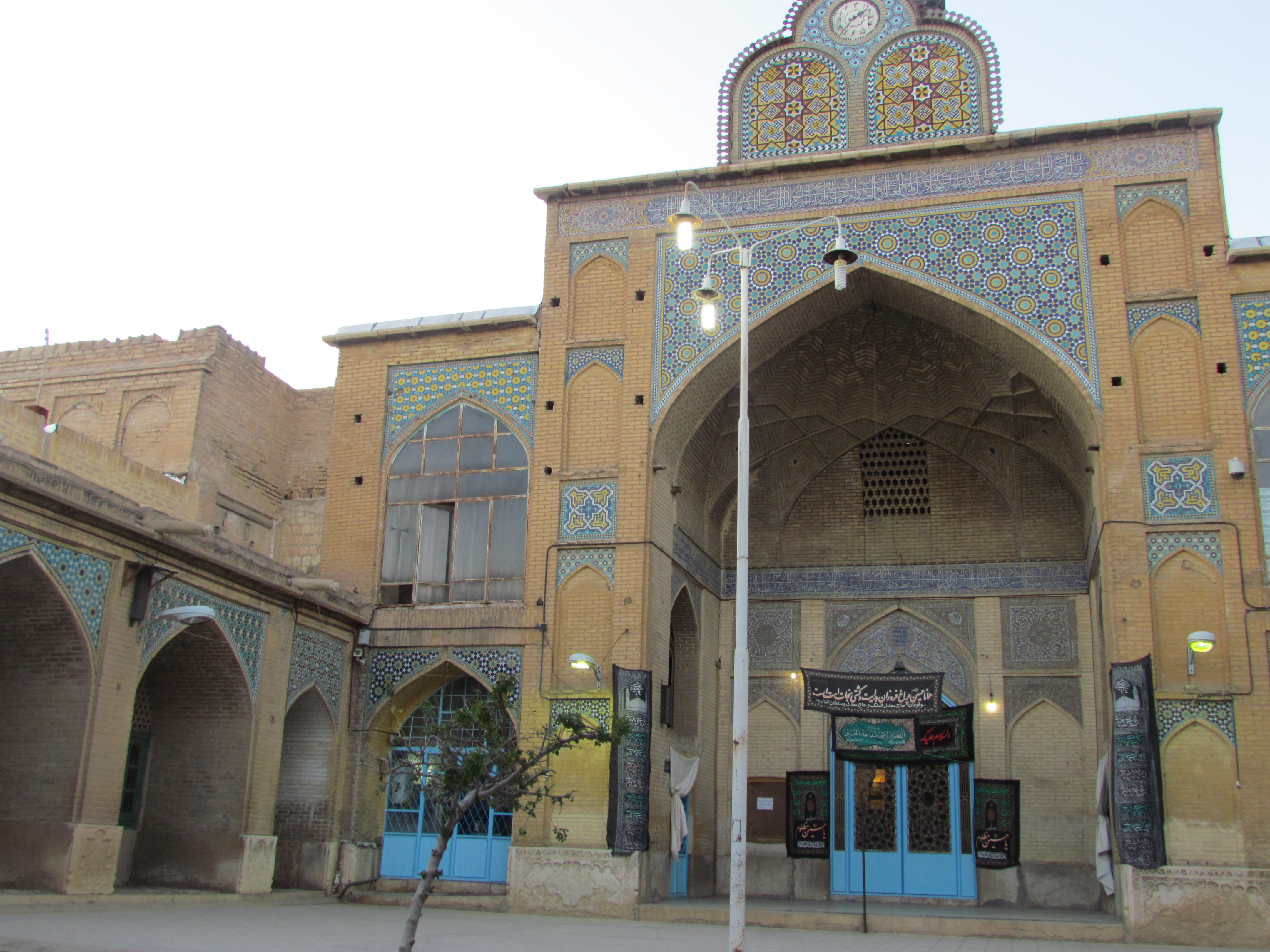
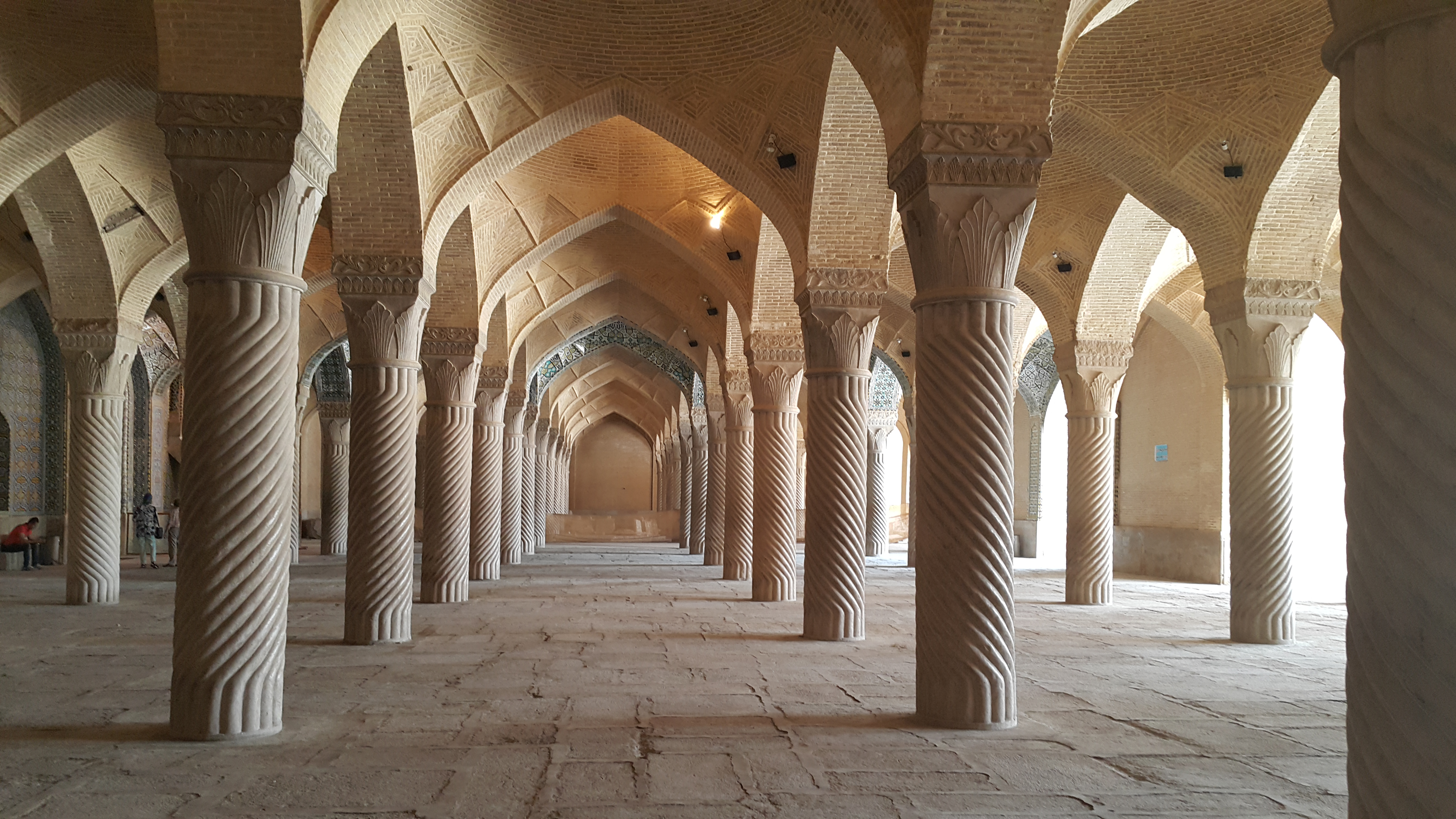
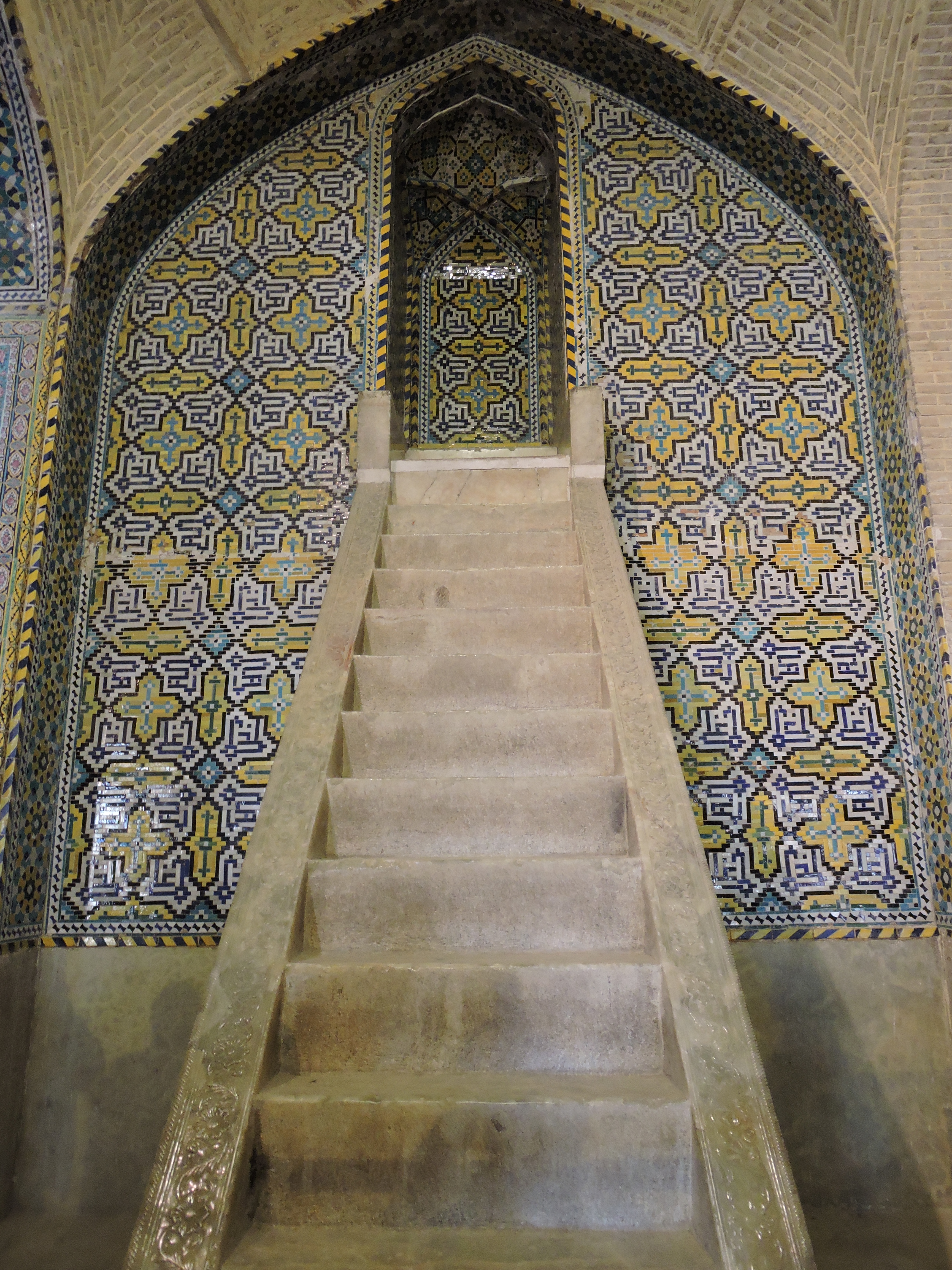
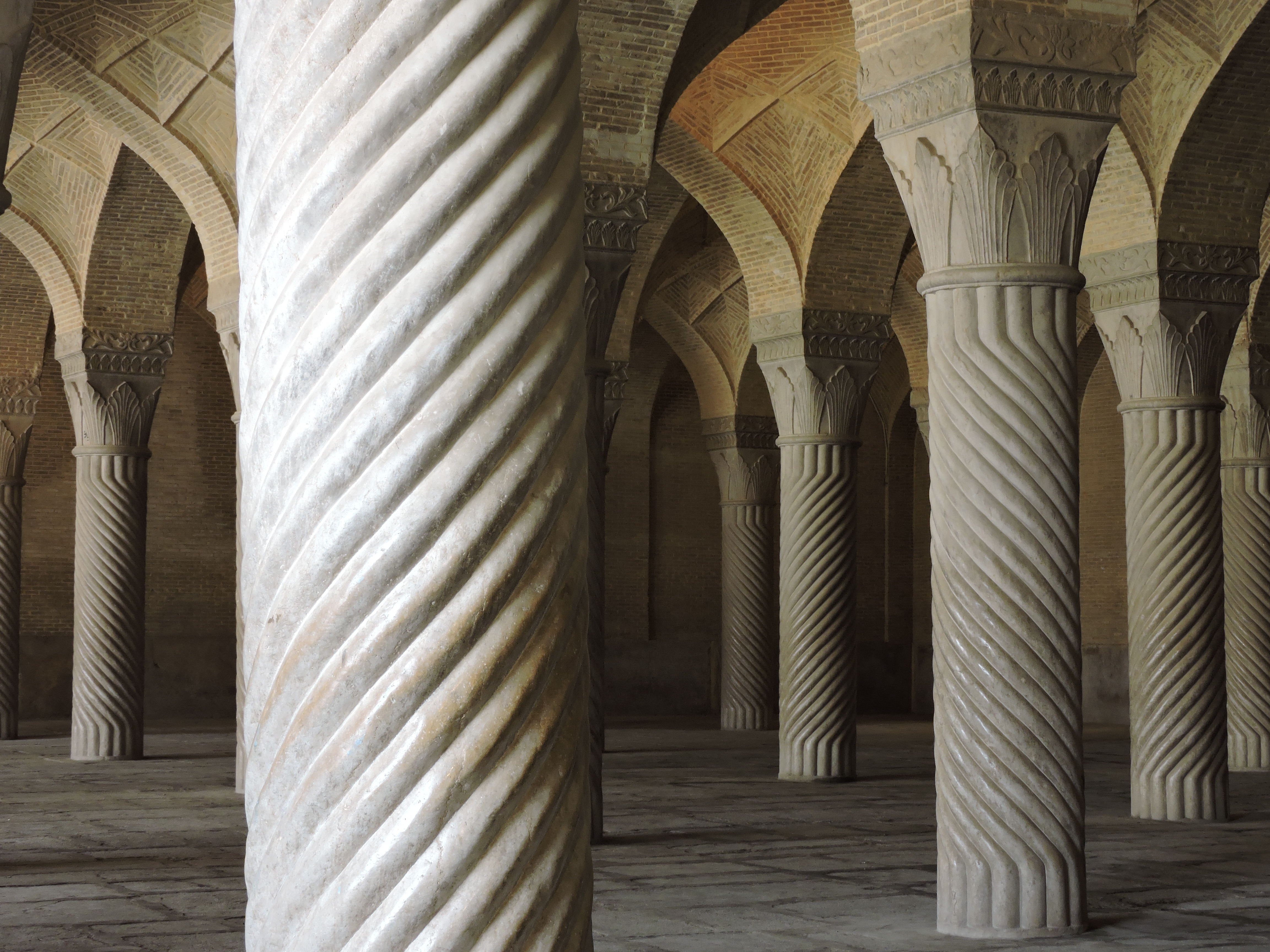
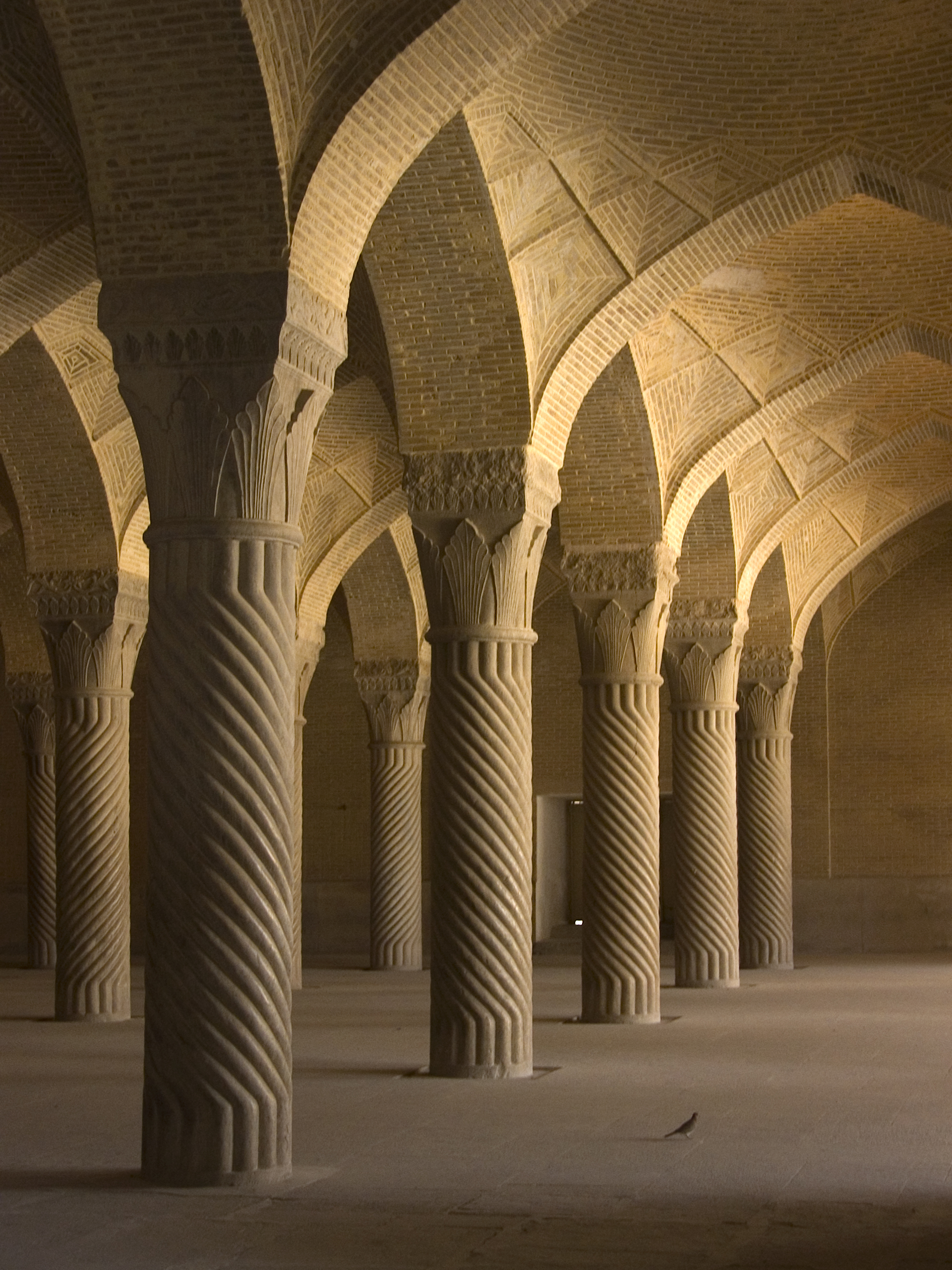